# Petteri Nokelainen
Petteri Nokelainen (né le 16 janvier 1986 à Imatra en Finlande) est un joueur professionnel finlandais de hockey sur glace. Il évolue au poste de centre.

## Biographie

### Carrière en club
En 2002, il commence sa carrière avec le SaiPa Lappeenranta en SM-liiga. En 2004, il est choisi en 1er ronde, en 16e position lors du repêchage d'entrée dans la Ligue nationale de hockey par les Islanders de New York. En 2005, il débute dans la LNH avec les Islanders mais rate une grande partie de la saison à la suite d'une blessure au genou après avoir fait ses débuts en professionnels avec les Admirals de Norfolk dans la Ligue américaine de hockey. La saison suivante, il est assigné aux Sound Tigers de Bridgeport de la Ligue américaine de hockey. Le 11 septembre 2007, il est échangé aux Bruins de Boston en retour de Ben Walter et d'un choix de seconde ronde au repêchage 2009. Le 2 juillet 2008, il signe un nouveau contrat de deux ans avec les Bruins d'une valeur estimée de 1,7 million de dollars par saison.
Le 4 mars 2009, les Bruins le cèdent aux Ducks d'Anaheim en retour du défenseur Steve Montador. il reste avec ces derniers durant un an avant de passer aux mains des Coyotes de Phoenix le 3 mars 2010.
Le 23 octobre 2011, il est échangé aux Canadiens de Montréal avec Garrett Stafford en retour de Brock Trotter et d'un choix de septième ronde en 2012.

### Carrière internationale
Il représente l'équipe de Finlande au niveau international. Il a participé aux sélections de jeunes.

## Statistiques

### En club
| Saison     | Équipe                     | Ligue      |     | Saison régulière | Saison régulière | Saison régulière | Saison régulière | Saison régulière |   | Séries éliminatoires | Séries éliminatoires | Séries éliminatoires | Séries éliminatoires | Séries éliminatoires |
| Saison     | Équipe                     | Ligue      | PJ  | B                | A                | Pts              | Pun              | PJ               | B | A                    | Pts                  | Pun                  |                      |                      |
| 2002-2003  | SaiPa Lappeenranta         | SM-liiga   | 2   | 1                | 0                | 1                | 2                | -                | - | -                    | -                    | -                    |                      |                      |
| 2003-2004  | SaiPa Lappeenranta         | SM-liiga   | 40  | 4                | 4                | 8                | 16               | -                | - | -                    | -                    | -                    |                      |                      |
| 2004-2005  | SaiPa Lappeenranta         | SM-liiga   | 52  | 15               | 5                | 20               | 34               | -                | - | -                    | -                    | -                    |                      |                      |
| 2005-2006  | Islanders de New York      | LNH        | 15  | 1                | 1                | 2                | 4                | -                | - | -                    | -                    | -                    |                      |                      |
| 2006-2007  | Sound Tigers de Bridgeport | LAH        | 60  | 6                | 10               | 16               | 51               | -                | - | -                    | -                    | -                    |                      |                      |
| 2007-2008  | Bruins de Providence       | LAH        | 8   | 3                | 5                | 8                | 4                | 6                | 4 | 1                    | 5                    | 0                    |                      |                      |
| 2007-2008  | Bruins de Boston           | LNH        | 57  | 7                | 3                | 10               | 19               | 7                | 0 | 2                    | 2                    | 4                    |                      |                      |
| 2008-2009  | Bruins de Boston           | LNH        | 33  | 0                | 3                | 3                | 10               | -                | - | -                    | -                    | -                    |                      |                      |
| 2008-2009  | Ducks d'Anaheim            | LNH        | 17  | 4                | 2                | 6                | 6                | 9                | 0 | 0                    | 0                    | 2                    |                      |                      |
| 2009-2010  | Ducks d'Anaheim            | LNH        | 50  | 4                | 7                | 11               | 21               | -                | - | -                    | -                    | -                    |                      |                      |
| 2009-2010  | Coyotes de Phoenix         | LNH        | 17  | 1                | 1                | 2                | 6                | 5                | 0 | 0                    | 0                    | 2                    |                      |                      |
| 2010-2011  | Jokerit                    | SM-liiga   | 46  | 11               | 16               | 27               | 116              | 7                | 0 | 2                    | 2                    | 12                   |                      |                      |
| 2011-2012  | Coyotes de Phoenix         | LNH        | 5   | 0                | 1                | 1                | 0                | -                | - | -                    | -                    | -                    |                      |                      |
| 2011-2012  | Canadiens de Montréal      | LNH        | 51  | 3                | 3                | 6                | 37               | -                | - | -                    | -                    | -                    |                      |                      |
| 2012-2013  | Bulldogs de Hamilton       | LAH        | 17  | 2                | 2                | 4                | 21               | -                | - | -                    | -                    | -                    |                      |                      |
| 2013-2014  | Brynäs IF                  | SHL        | 19  | 4                | 3                | 7                | 12               | 5                | 0 | 3                    | 3                    | 2                    |                      |                      |
| 2014-2015  | Torpedo Nijni Novgorod     | KHL        | 26  | 7                | 3                | 10               | 32               | -                | - | -                    | -                    | -                    |                      |                      |
| 2015-2016  | SaiPa Lappeenranta         | Liiga      | 10  | 4                | 4                | 8                | 6                | -                | - | -                    | -                    | -                    |                      |                      |
| Totaux LNH | Totaux LNH                 | Totaux LNH | 245 | 20               | 21               | 41               | 103              | 21               | 0 | 2                    | 2                    | 8                    |                      |                      |

### En équipe nationale
| Année | Compétition                          |   | PJ | B | A  | Pts | Pun | +/-                |  | Résultat |
| 2004  | Championnat du monde moins de 18 ans | 6 | 5  | 6 | 11 | 16  | +2  | 8e place           |  |          |
| 2004  | Championnat du monde junior          | 7 | 0  | 1 | 1  | 0   | +5  | Médaille de bronze |  |          |
| 2005  | Championnat du monde junior          | 6 | 1  | 4 | 5  | 2   | -6  | 5e place           |  |          |
| 2011  | Championnat du monde                 | 9 | 1  | 1 | 2  | 8   | +1  | Médaille d'or      |  |          |